# Achterhaven (Rotterdam)
L'Achterhaven (en français, l'Arrière-port) est un ancien port de la commune de Rotterdam, situé dans la section communale de Delfshaven.

## Histoire
Le port a été créé en 1417 sous le nom de Nieuwe Haven (« nouveau port ») et se situait à l'origine entre la Nouvelle Meuse et l'Arrière-canal (Achterwater) dans l'ancienne ville de Delfshaven.

## Galerie

Achterhaven (Rotterdam)
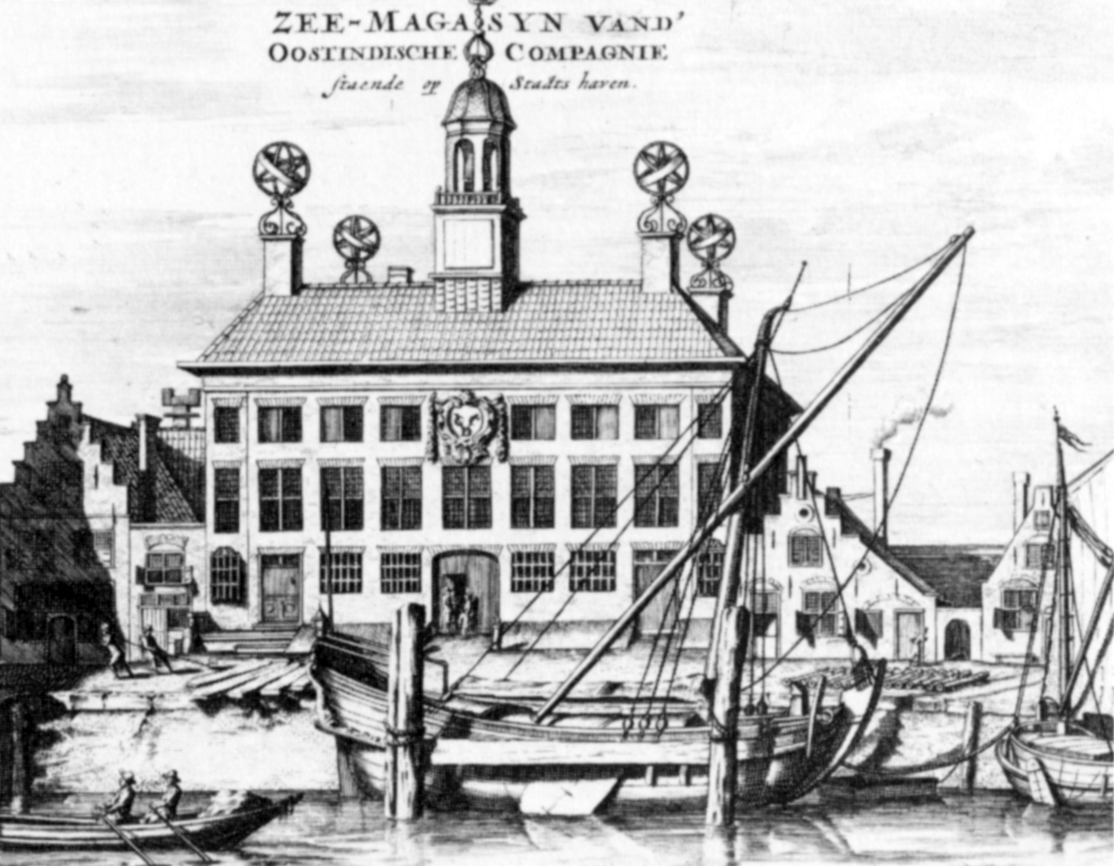
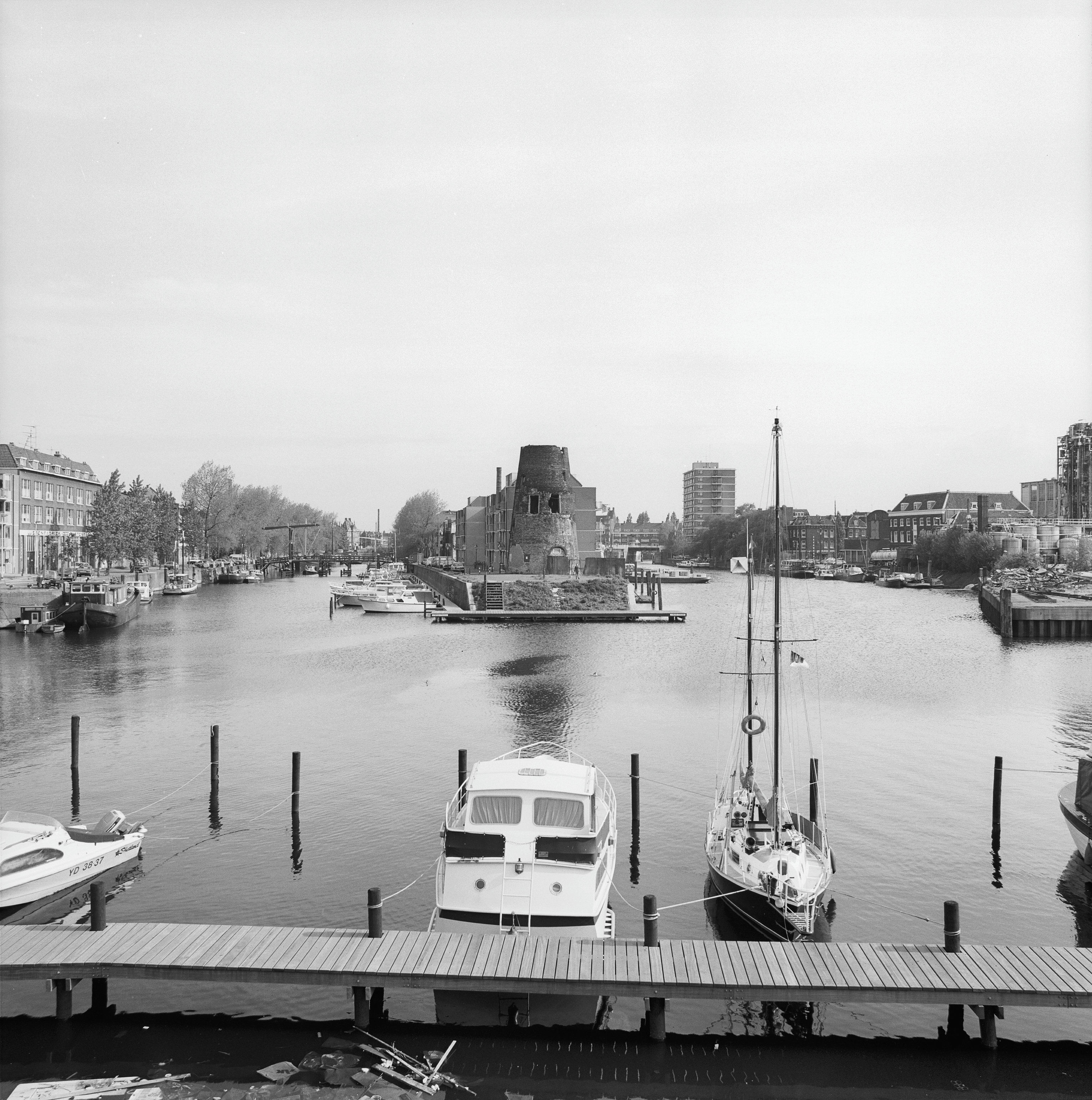
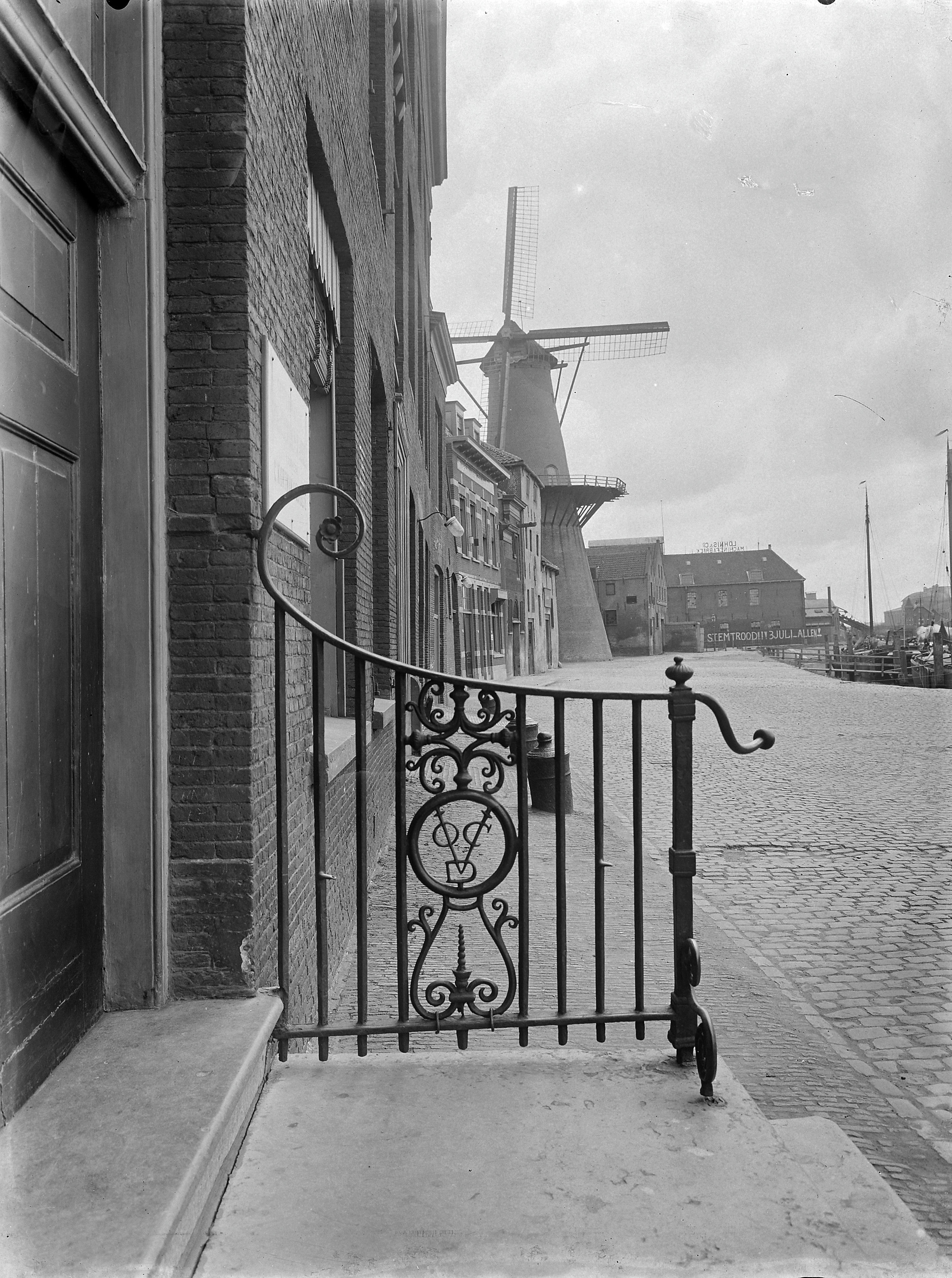
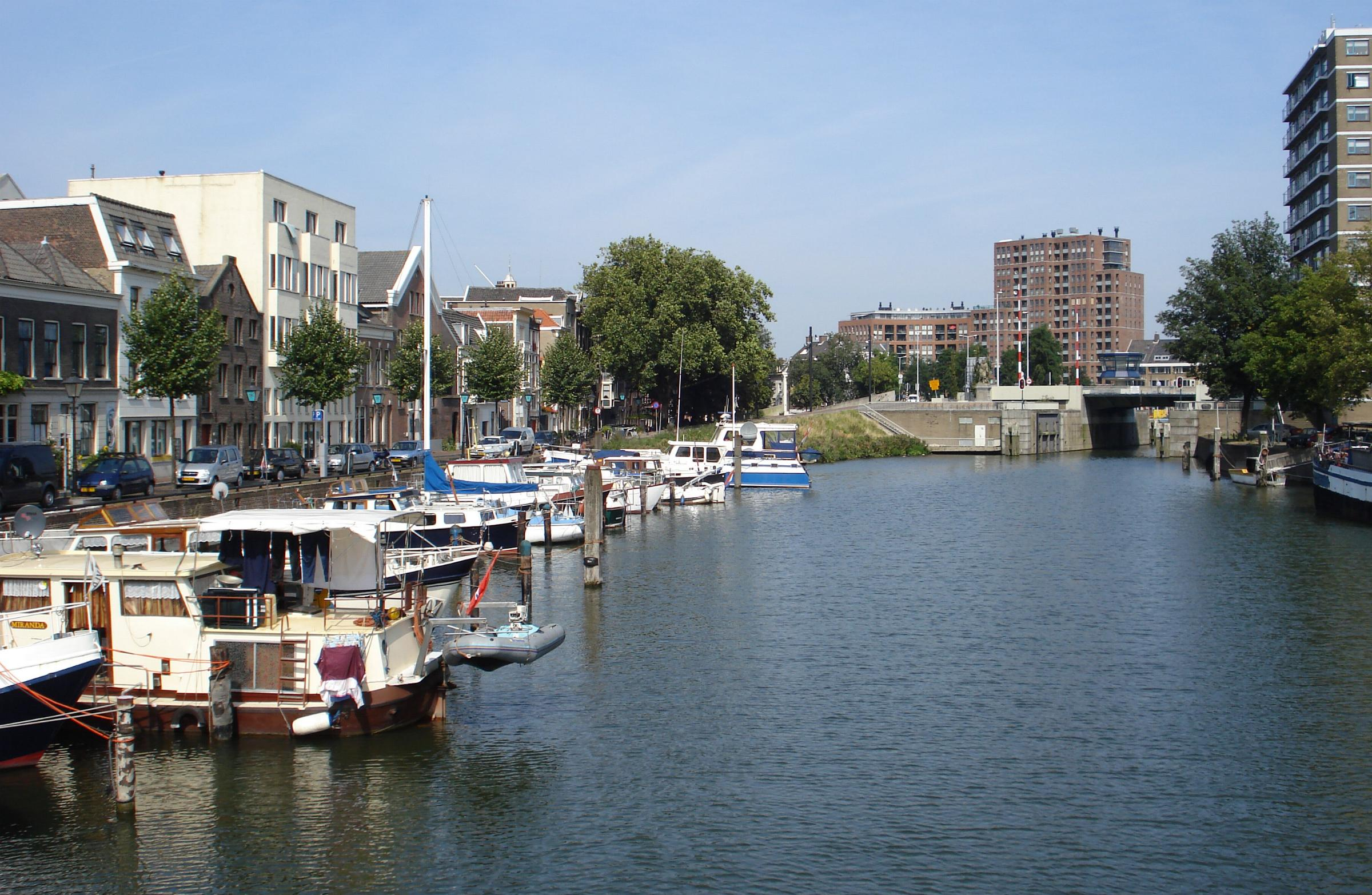
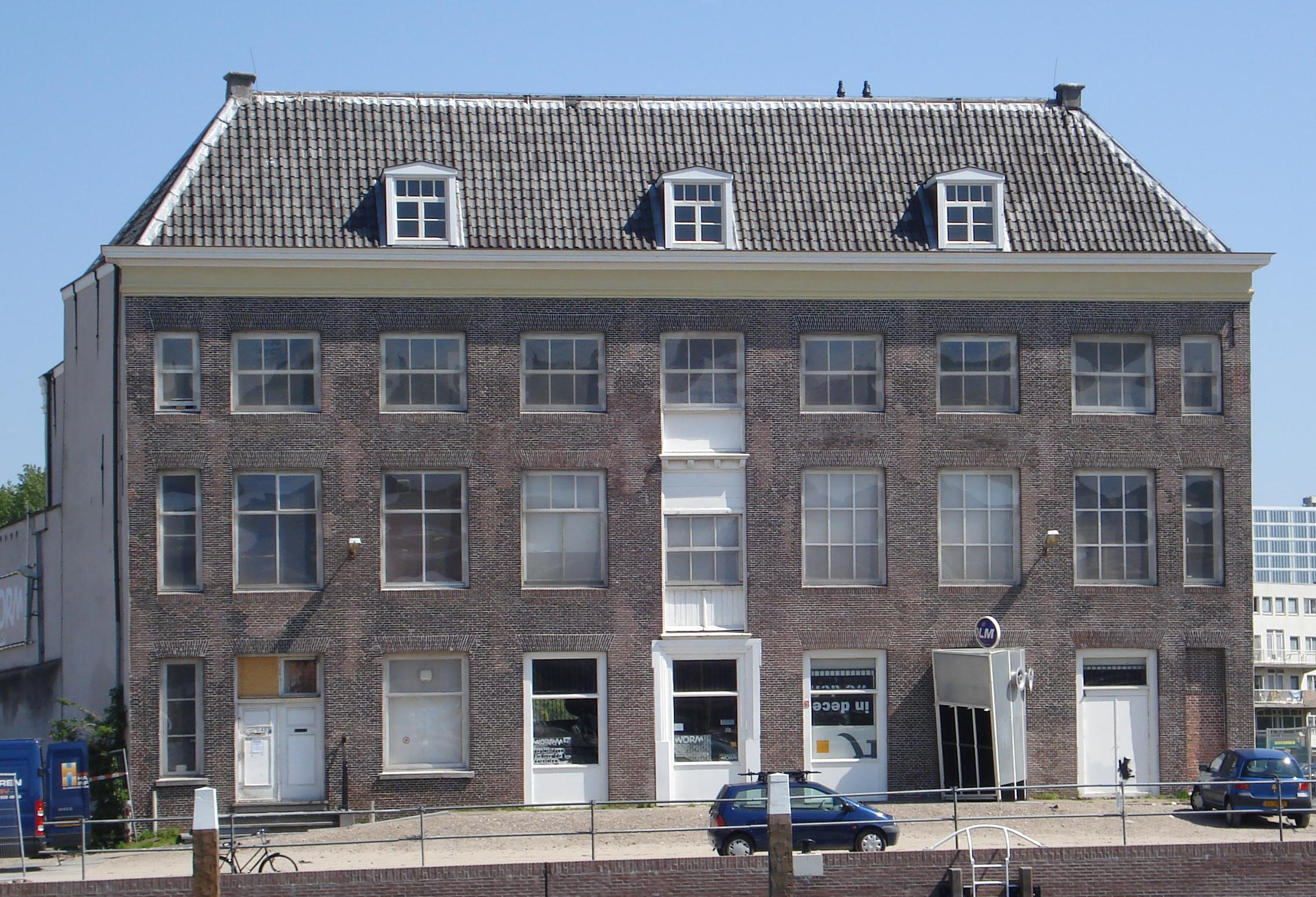